# Acadie
Acadie è il primo album in studio del musicista e produttore canadese Daniel Lanois, pubblicato nel 1989.

## Tracce
Tutte le tracce sono state scritte da Daniel Lanois, eccetto dove indicato.

1. Still Water – 4:29
2. The Maker – 4:13
3. O Marie – 3:13
4. Jolie Louise – 2:41
5. Fisherman's Daughter – 2:47
6. White Mustang II (Lanois, Brian Eno) – 2:54
7. Under A Stormy Sky – 2:20
8. Where The Hawkwind Kills – 3:51
9. Silium's Hill – 3:00
10. Ice – 4:26
11. St. Ann's Gold (Malcolm Burn, Lanois) – 3:31
12. Amazing Grace (Tradizionale; arr. Lanois, John Newton) – 3:47

## Formazione
- Daniel Lanois – chitarra elettrica, steel guitar, chitarra acustica, basso, voce, omnichord
- Malcolm Burn – tastiera, chitarra, cori
- Brian Eno – tastiera, voce
- Tony Hall – basso
- Willie Green – batteria
- Adam Clayton – basso (tracce 1, 4)
- Larry Mullen Jr. – batteria (1, 4)
- Pierre Marchand – tastiera
- Mason Ruffner – chitarra (7)
- Roger Eno – piano, synth (11)
- Ed Roth – fisarmonica
- James May – tromba (6)
- Cyril Neville – percussioni
- Art Neville – piano
- Aaron Neville – cori (2), voce (12)
- Bill Dillon – chitarra